# Violí de bufa
El violí de bufa és un instrument molt rudimentari i primitiu, fet amb una bufeta de porc lligada al cap d'un bastó -o d'una canya- damunt del qual passaven d'un a tres cordills que hom fregava amb un altre bastó ben nuós, com si es volgués tocar el contrabaix.
A Ripoll i en altres llocs riberencs del Ter, tradicionalment, hom havia emprat el violí de bufa, que sortia per Carnestoltes i que produïa una remor greu i sorda, molt semblant a la de la simbomba marina.
El violí de bufa, així com altres senzills instruments marins són les restes i els testimonis de cerimònies pesqueres que havien tingut lloc, antigament, als pobles costaners.
Aquest instrument ha estat considerat, això no obstant, aspre i sense gaire encís, amb un repertori limitat en l'acompanyament de balls camperols i de cançonetes populars.